# Lars Koslowski
Lars Koslowski (Kassel, 22 maggio 1971) è un ex tennista tedesco.

## Carriera
In carriera ha raggiunto una finale di doppio al Croatia Open Umag nel 1992, in coppia con l'olandese Sander Groen. Nei tornei del Grande Slam ha ottenuto il suo miglior risultato raggiungendo il terzo turno nel singolare agli Australian Open nel 1992.

## Statistiche

### Doppio

#### Finali perse (1)
| Numero | Anno           | Torneo                   | Superficie  | Compagno     | Avversari in finale          | Punteggio     |
| 1.     | 30 agosto 1992 | Croatia Open Umag, Umago | Terra rossa | Sander Groen | David Prinosil Richard Vogel | 3-6, 7-6, 6-7 |